# لارشوو
لارشوو (به لاتین: Laryszów) یک روستا در لهستان است که در گمینا زبروسواویتسه واقع شده‌است. لارشوو ۴۴۶ نفر جمعیت دارد.